# لوح بايونير
لوح بايونير هو زوج من الألواح الذهبية مطلى بأكسيد الألومنيوم وُضعت عام 1972 على مركبة بيونير 10 وبيونير 11 , تحوي تصويرة في حال تقع المركبتين عند كائنات فضائية ذكية أخرى.
كانَت مركبتا بايونير أول التصاميم البشرية التي خرجت من المجموعة الشمسية. اللوح مثبت على هوائي بشكل يحميه من التعرض للغبار النجمي وذلك تجنبا للتلف الذي قد يحصل.
و كذلك تم وضع سجلات ذهبية على مركبة فوايجر عام 1977.

## تاريخ
الفكرة الأصلية لحمل رسالة من البشرية إلى الفضاء طرحت من قبل إريك برجس عندما زارَ مختبر الدفع النفاث والذي إقترحها على الدكتور كارل ساكان، وافقت الناسا الدكتور ساكان وأعطتهُ مهلة ثلاثة أسابيع لتحضير التصويرة بالتعاون مع الدكتور فرانك دراك.
اللوح الأول أُطلق مع بيونير 10 آذار عام 1972 والثاني مع بيونير 11 في 5 نيسان 1973.

## خصائصه الفيزيائية
- المادة : (6061 T6) ذهب مطلي بأكسيد الألمنيوم
- العرض : 229 ملمتر
- الأرتفاع : 152 ملمتر
- سُمك : 1.27 ملمتر
- عمق الحفر : 0.381 ملمتر
- الوزن : حوالي 120 غرام

## الرمزية

### انتقال الهيدروجين المتعادل شديد الدقّةَ

انتقال الهيدروجين المتعادل شديد الدقّةَ

في أعلى اليسار من اللوح يوجد تمثيل تخطيطيّ لانتقال الهيدروجين المتعادل شديد الدقة، وهو أكثر العناصر وفرة في الكون. ينتقل الإلكترون الهيدروجينيّ بتردد يصل لنحو 1420.405 ميجا هيرتز، المتناظر مع فترة تصل إلى 0.704 نانو ثانية. يحتوي الضوء في هذا التردد على طول موجيّ في الفراغ يصل إلى 21.106 سم (وهي المسافة التي يقطعها الضوء خلال هذه الفترة الزمنية). وتحت هذا الرمز، يوجد خط أفقي -ممثلًا الرقم الثنائيّ 1- يخصص وحدة الطول (21 سم) ووحدة الزمن (0.7 نانو ثانية). تستخدم كلا الوحدتين كقياسات في الرموز الأخرى.

### صورة الرجل والمرأة

صورة الرجل والمرأة

على الجانب الأيمن من اللوح، يوجد صورة رجل وامرأة في مقدمة المركبة الفضائيّة. يوجد بين الأقواس ما يوضح طول المرأة، التمثيل الثنائيّ لرقم 8 يمكن رؤيته (1000، بعيب بسيط في الصفر الأول). بوحدة الطول الموجيّ لانتقال الهيدروجين شديد الدقة هذا يعني 8*21 = 168 سم.
اليد اليمنى للرجل مرفوعة كعلامة على النية الطيبة. بالرغم من أن هذه الإشارة قد تكون غير مفهومة، إلا أنها توفر طريقًا لإظهار الإبهام المعاكس وكيف تتحرك الأطراف.
كانت نية ساغان في البداية أن يظهر الرجل والمرأة ممسكان بأيدي بعضهما، إلا أنه ظن أن ذلك قد يُفهَم على أنهما كائن واحد بدلًا من اثنين منفصلين. بُنيت رسوم الشخصيات الأصليّة على رسوم ليوناردو دافنشي وعلى المنحوتات الإغريقيّة القديمة.
لم تُرسم الأعضاء التناسلية الأنثوية بالتفصيل، فقط يظهر جبل العانة. يُدَّعى أن ساغان، وبسبب امتلاكه للقليل من الوقت لإتمام الصورة، توقع أن ناسا سترفض الصورة التفصيليّة للأعضاء التناسليّة الأنثوية، فقام بعمل تسوية حتى يكون بآمان. يقول ساغان أن قرار عدم تضمين الخط الأفقي الذي يوجد في عضو المرأة التناسليّ بسبب التقاء الشفران الكبيران جاء لسببين. السبب الأول هو أن المنحوتات الإغريقيّة لم تتضمن هذا الخط. والثاني، هو اعتقاد ساغان أن أي رسم يحتوي على هذا الوصف التفصيليّ لأعضاء المرأة التناسليّة سيعتبر رسمًا بذيئًا وربما ترفضه ناسا. إلا أنه طبقًا لمذكرات روبرت س. كريمر، كانت الصورة الأًصليّة المُقدَّمة لناسا تحتوي على هذا الخط الممثل لفرج المرأة، وأُزيل هذا الخط كشرط جون ناوغل (رئيس مكتب العلوم والفضاء السابق بناسا، والعالم الأكبر السابق بالوكالة) للموافقة على التصميم.

### موقع الشمس النسبيّ لمركز المجرة والنجوم المشعة الـ14 الأخرى
الشكل نصف القطريّ الموجود على يسار اللوح يظهر 15 خطًا تشع من المركز. 14 خط منها لديها أرقام ثنائيّة طويلة متقابلة، تعبر عن فترات النجوم المشعة، باستخدام تردد انتقال الهيدروجين كوحدة للقياس. وبما أن هذه الفترات تتغير بمرور الزمن، يمكن حساب حقبة الانطلاق خلال هذه القيم.
تُظهر أطوال هذه الخطوط المسافة النسبيّة للنجوم عن الشمس. توجد علامة في نهاية كل خط لتُعبِّر عن الإحداثيّ Z (الارتفاع) عموديًا على المستوى المجريّ. إذا وجِد اللوح، لن يكون ظاهرًا سوى بعض النجوم المشعة من موقع الاكتشاف. فإظهار الموقع بما يعادل 14 نجمًا يوفر اسهابًا ليتمكن من يجد اللوح من تحديد موقع مصدر اللوح حتى لو لم تظهر سوى بعض النجوم.

### المجموعة الشمسية

المجموعة الشمسية بالنسبة إلى مكان بيونير 10

يوجد في أسفل اللوح رسم توضيحي للمجموعة الشمسية. كما تظهر صورة صغيرة لمركبة فضائيّة ويشير الشعاع إلى طريقها بعد المشتري خارج المجموعة الشمسيّة. يحتوي كل من بايونير 10 و11 على ألواح متماثلة، لكن بعد إطلاق بايونير 11 أُعيد توجيهه باتجاه زحل ومن هناك غادر المجموعة الشمسيّة. وفي هذا الصدد يُعتبَر لوح بايونير 11 غير دقيق. كما أن تحليق بايونير 11 باتجاه زحل سيؤثر بصورة كبيرة على مساره المستقبليّ وعلى وجهته مقارنة ببايونير 10، ولكن هذه الحقيقة لم توثق في الألواح.

### سلويت المركبة الفضائيّة
يظهر سلويت لمركبة بايونير الفضائيّة خلف صور البشر بنفس المقياس حتى يمكن استنتاج حجم البشر بقياس المركبة الفضائيّة.

## النقد
يعتبر السهم الذي يظهر شعاع بايونير من ضمن إحدى الأجزاء الأسهل للبشر أن يكتشفوها ولكنها الأصعب على الفضائيّين. انتقدت مقالة في سانتفيك أميريكان استخدام هذا السهم لأن السهم يعبر عن صناعة معروفة لدى الأقوام المشهورة بالصيد مثل الموجودين على الأرض، بينما قد تجدها الكائنات ذات الإرث الثقافيّ المختلف بلا معنى.
قال الناقد الفنيّ والناشط كريغ أوينز أن الانحياز الجنسيّ يظهر باختيار الرجل ليلقي تحية السلام لتحية الفضائيّين بينما تظهر المرأة ويديها بجانبها. كما أخذ النسويّون هذه الملاحظة على الصورة أيضًا.
ندم كارل ساغان بسبب أن الأشكال النهائيّة في النقوش المنتهية فشلت أن تعبر عن كافة الأعراق. فقد ظهرت النقوش الأخيرة قوقازيّة بالرغم من أن النية الأولى كانت لإظهار الجميع. في الرسم الأصليّ كان شعر الرجل يظهر «إفريقيّا» وهذا لإضافة عنصر إفريقيّ آخر للرسم لتوضيح كافة الأعراق، إلا أن هذه التفصيلة قد أزيلت ليُرسم الرجل بقصة شعر قوقازيّة مثل سكان البحر المتوسط في النقش النهائيّ. كما قال كارل ساغان أن لندا ساغان نوت أن ترسم الرجل والمرأة بالشعر البني، ولكن الشعر ظهر أشقر بسبب تحديد شعر الرجل والمرأة دون تظليله. كان لدى بعض الناس تأويلات مختلفة لعرق الأشكال المرسومة. فكل من البيض والسود والآسيويّين ظنوا أن الأشكال عبرت عن عرقهم، لذلك وبالرغم من أن البعض كانوا فخورين بالتعبير عن عرقهم كتمثيل لكافة البشر، رأى البعض الآخر الأشكال باعتبارها «عنصريّة للغاية» تستبعد الأعراق الأخرى.